# مود فورغت
مود فورغت (بالفرنسية: Maud Forget)‏ هي ممثلة فرنسية، ولدت في 7 مايو 1982 في Saint-Claude, Jura ‏ في فرنسا.

## وصلات خارجية
- مود فورغت على موقع IMDb (الإنجليزية)
- مود فورغت على موقع ألو سيني (الفرنسية)
- مود فورغت على موقع أول موفي (الإنجليزية)
- مود فورغت على موقع قاعدة بيانات الأفلام السويدية (السويدية)
- مود فورغت على موقع قاعدة بيانات الفيلم (الإنجليزية)
- مود فورغت على موقع كينوبويسك (الروسية)